# Sweedie Springs a Surprise
Sweedie Springs a Surprise è un cortometraggio muto del 1914. Il nome del regista non viene riportato.
Il film fa parte di una serie di comiche che ha come protagonista il personaggio di Sweedie, interpretato da Wallace Beery travestito da donna.

## Produzione
Il film fu prodotto dalla Essanay Film Manufacturing Company, quinto titolo della serie dedicata a Sweedie.

## Distribuzione
Distribuito dalla General Film Company, il film - un cortometraggio di una bobina - uscì nelle sale cinematografiche USA il 24 agosto 1914.